# A2 (motorväg, Österrike)

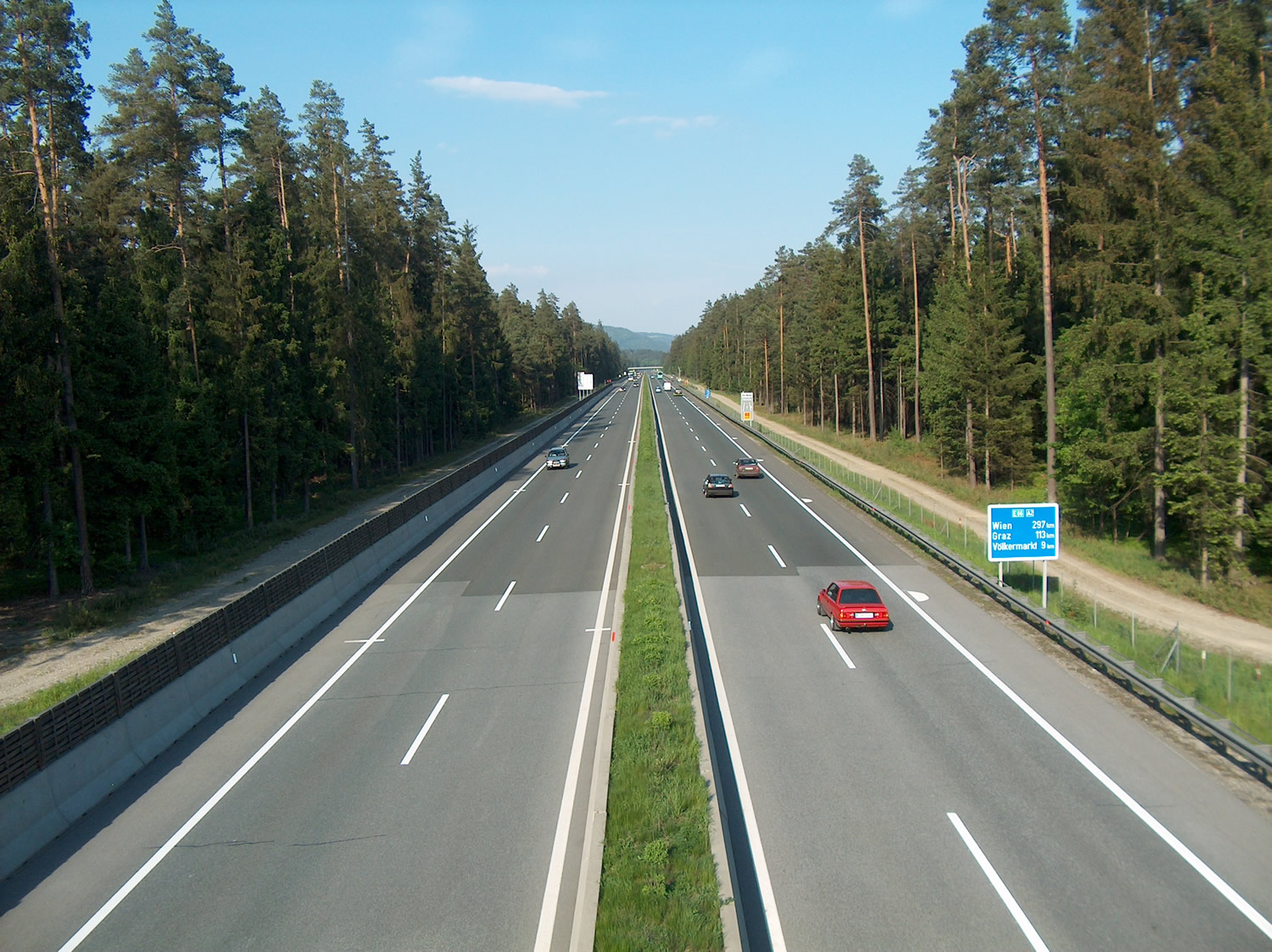
A2

A2 (i folkmun "Südautobahn") är en motorväg i Österrike. Den går från en förort till Wien till gränsen mot Italien (Gränsövergång Thörl-Maglern). 
Motorvägen är den längsta i Österrike, 377,3 km och passerar bland annat Graz, något som gör den till en av de viktigaste i landet.

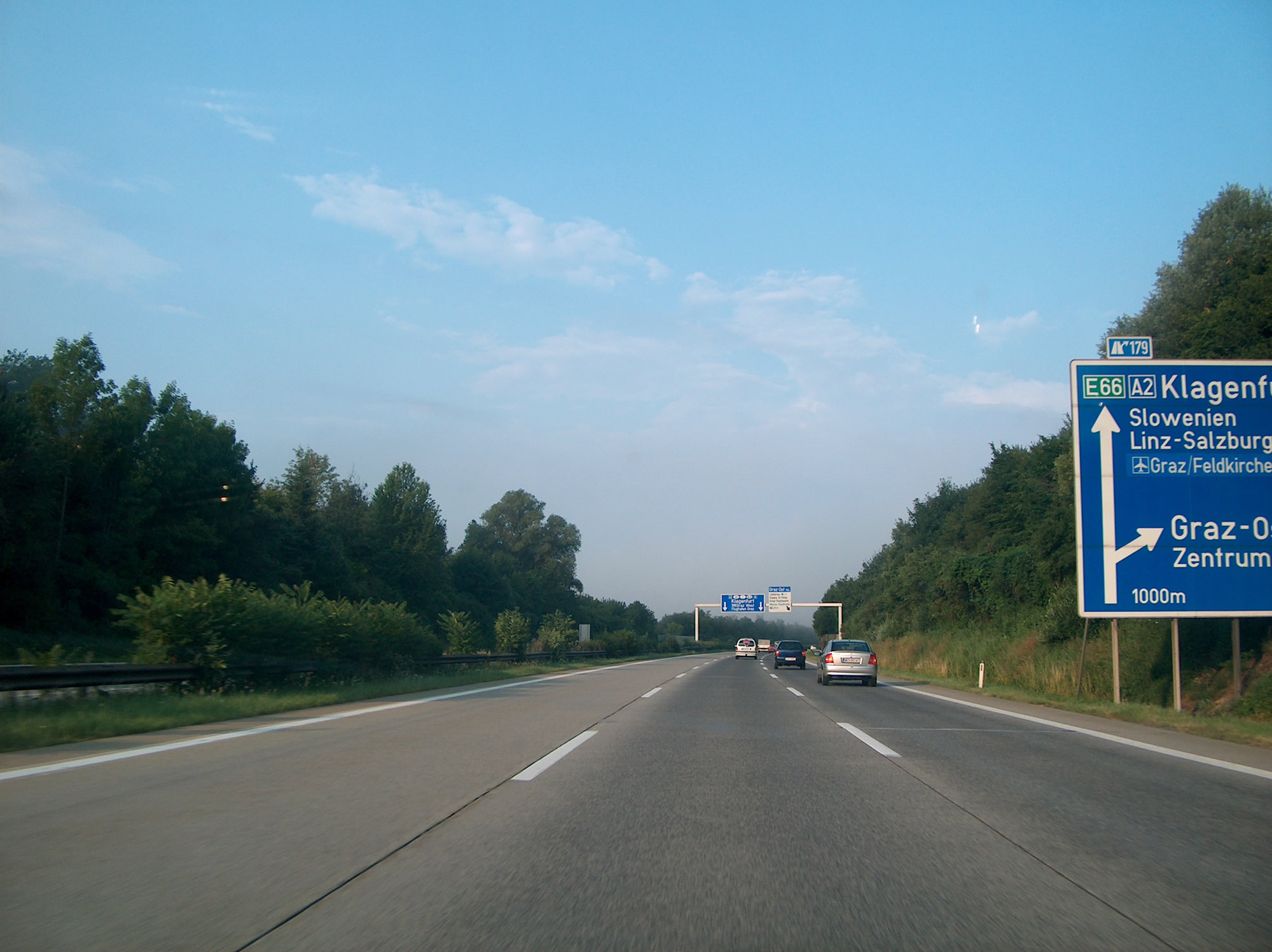
A2 vid Graz

## Om motorvägen
Den första sträckan öppnades 26 maj 1962. Motorvägen är idag helt klar och öppnades 1999. A2 passerar bundesländerna Wien, Niederösterreich, Steiermark, Burgenland och Kärnten. Motorvägen är inte avgiftsbelagd, eftersom den inte går genom långa tunnlar; istället har man byggt många korta tunnlar, 20 stycken. Den längsta är Ehrentalbergtunneln, 3345 meter.
Vissa avfarter är inte klara än, men planeras.